# Половинчук, Дмитрий Вячеславович
Дми́трий Вячесла́вович Половинчу́к (27 сентября 1982, Москва) — российский футболист, защитник.
После завершения игровой карьеры работает тренером в футбольной академии московского «Динамо» имени Л. И. Яшина

## Карьера

### Клубная
Начинал заниматься футболом в школе «Смена». В возрасте 8 лет перешёл в динамовскую футбольную школу. В 2002 и 2003 годах становился обладателем золотых медалей турнира дублирующих составов. 16 марта 2003 года впервые вышел в основе «Динамо». В 2003 году сыграл за динамовцев всего 2 игры (19 минут на поле), а полноценным игроком основы стал со следующего сезона.
Перед началом сезона 2006 года перебрался в раменский «Сатурн,» заключив соглашение сроком на три года. В июне 2007 года в контрольной игре повредил колено и выбыл из строя до конца сезона. В 2008 году в основу «Сатурна» не попадал, выступая в первенстве молодёжных команд. По обоюдному согласию сторон летом действие контракта было приостановлено. Половинчук перешёл в ярославский «Шинник». 31 марта 2011 года был заявлен за «Торпедо» Владимир. С 2016 года — тренер академии «Динамо» им Л.И. Яшина. Главный тренер команды «Динамо» в ЮФЛ-1 (2020/21).

### В сборной
В 2004 году рассматривался в расширенном списке на поездку на чемпионат Европы в Португалии. Провёл две игры за вторую сборную России.